# Loggetta sinistra
La Loggetta sinistra è un ambiente affrescato (larghezza circa 700 cm) del transetto destro della basilica superiore di San Francesco di Assisi, attribuito al Maestro Oltremontano e databile attorno al 1277-1283 circa. 

## Storia
La presenza di un maestro gotico, probabilmente transalpino (francese, inglese o di area tedesca) nel cantiere della decorazione ad affresco del presbiterio della basilica superiore è un fatto accertato dalla critica, sebbene non accolto da tutti gli studiosi (in tempi recenti Federico Zeri parlò della bottega di Cimabue). L'attività di questo maestro si sarebbe svolta contemporaneamente a quella di Cimabue, con una possibile collaborazione fin dall'abside (lunetta con Annuncio a Gioacchino e sua offerta) e poi la separazione affidando la parte superiore del transetto sinistro al fiorentino e di quello destro allo straniero. Tra i due incorsero fruttuose influenze reciproche, sebbene non risolutive delle rispettive poetiche, attingendo spunto l'un l'altro. In alcuni partiti decorativi il Maestro Oltremontano sembra inoltre attingere alla cultura romana, tanto che il suo seguace e continuatore (nella loggetta destra) è ritenuto un maestro di tale scuola. 
La datazione degli affreschi di questa porzione della basilica segue dunque quella legata a Cimabue, assestandosi in un periodo tra il 1277, anno dell'elezione al soglio pontificio di Niccolò III e il 1283 circa, sebbene molti studiosi abbiano proposto oscillazioni diverse.
Anche questi lavori sono in condizioni mediocri o pessime, spesso interessante dalla perdita di interi, ampi brani di pittura, da ritocchi e ridipinture, oppure dall'ossidazione in alcuni punti del bianco di biacca, che ha portato a un ribaltamento dei toni chiari/scuri, come in un negativo fotografico. 

## Descrizione e stile
La loggetta sinistra, assieme al lunettone della Trasfigurazione, è tra le zone meglio e più significative conservate dell'intervento del Maestro Oltremontano
È composta da un vano sulla cui parete di fondo sono dipinte della grandi figure intere di santi; oltre le colonnine e gli archetti trilobati, l'artista dipinse una serie di cuspidi smaccatamente gotiche (tanto più se confrontate con il ritmo pacatamente classico degli archetti a tutto sesto nelle zone analoghe del transetto sinistro), intervallate da pinnacoli (qualcuno parlò di "campaniletti romanici"), sopra i quali si trovano dei medaglioni con busti d'angeli. 
In questa decorazione sono presenti alcuni elementi di grande novità, non solo per il cantiere assisiate, ma per la pittura italiana intera (considerando anche la generale perdita di tante opere del secolo XIII), con la precoce apparizione di elementi di natura spiccatamente gotica. Ciò si rileva nelle figure rese aggraziate da una predominanza della linea, con la risoluzione dei volumi in tanti piani schiacciati con contorni netti e campiture di colore piatte, analogamente all'arte delle vetrate o degli smalti cloisonné. I colori usati sono di smagliante brillantezza, con la predominanza del rosso intenso, del turchese e dell'oro, a fronte del giallo-ocra nelle altre zone. 
Tutte le figure appaiono individualizzate una per una, anche nei busti d'angeli (pur dipinti da aiuti di bottega), che sono diversi l'uno dall'altro, ora rivolti a destra e ora a sinistra, a differenza della ieratica ripetitività bizantina.
Interessante e nuovo è poi il rapporto tra architettura reale e dipinta, dove le figure sembrano sforzarsi di popolare realmente lo spazio, collocandosi in posizioni anche sfasate: una caratteristica usata prima solo nel Sancta Sanctorum di San Giovanni in Laterano (riscoperto dopo un restauro a metà degli anni Novanta), che potrebbe spiegare un soggiorno a Roma durante il quale si distinse e venne arruolato da Niccolò IV per la decorazione di Assisi.
Il San Paolo, primo nella fila di santi, è stato preso a modello per l'attribuzione di altre scene in questa zona: le dita molto larghe e pressoché uguali della mano si ritrovano nel modo di disegnare i piedi dei due profeti della Trasfigurazione, escludendo le ipotesi che volevano lunette e loggetta dipinte da mani diverse.

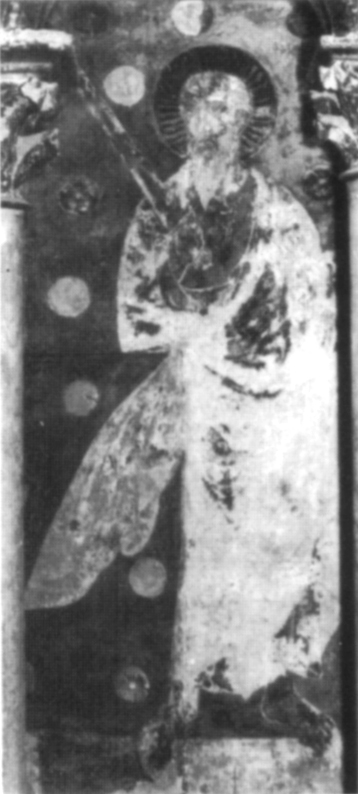
San Paolo
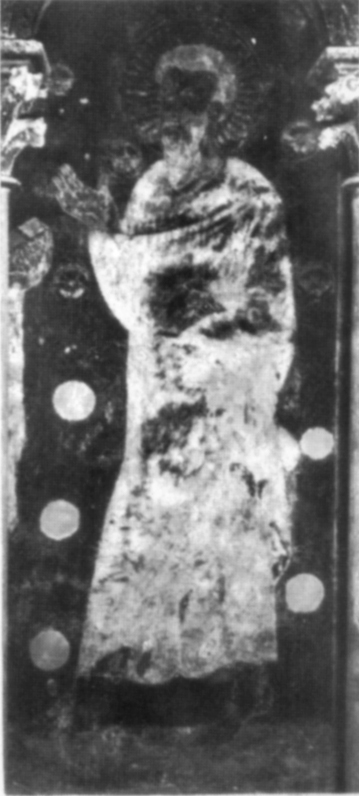
Un santo
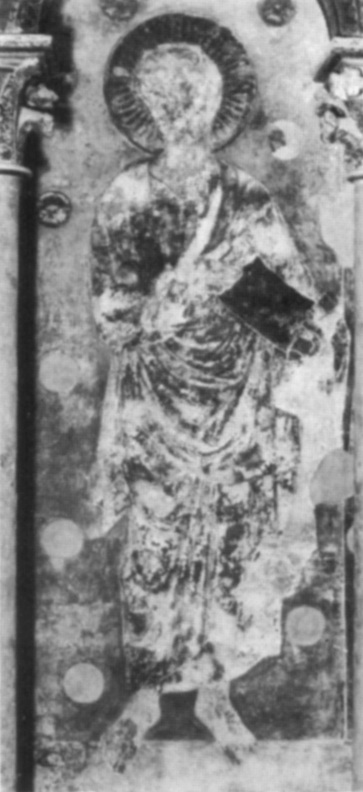
Un santo
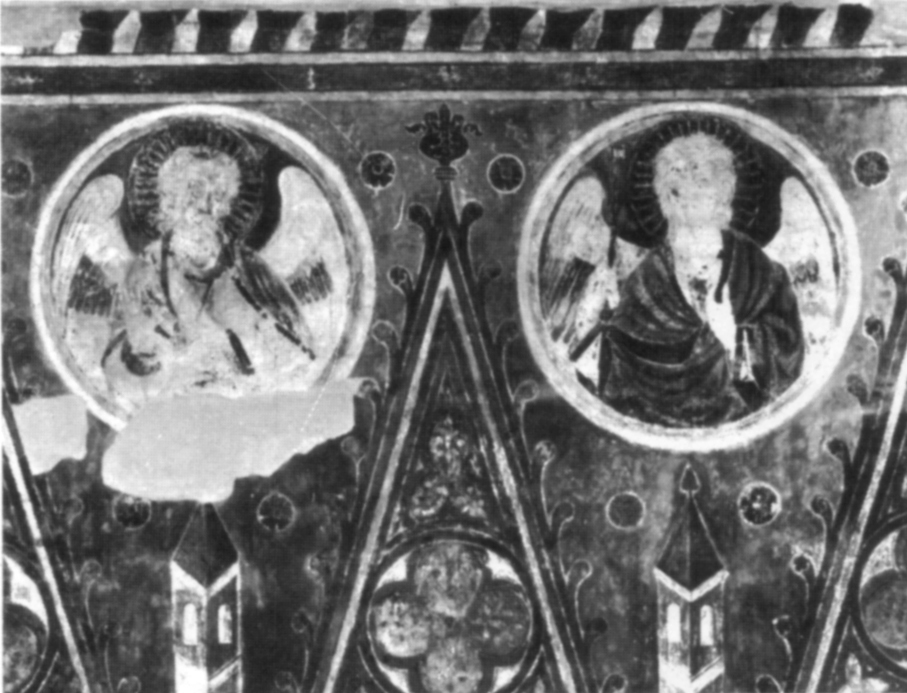
Angeli
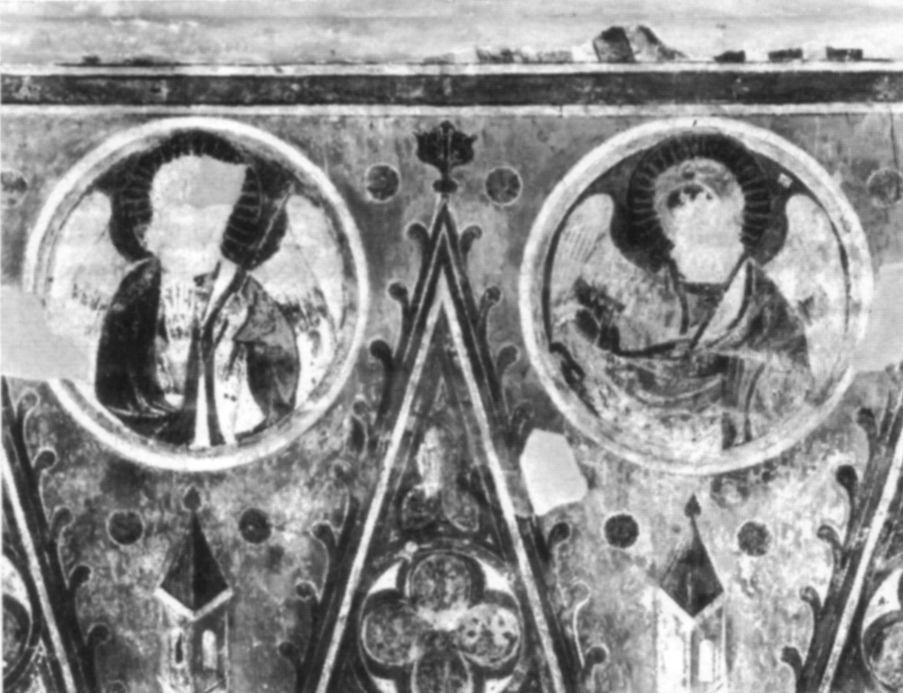
Angeli